# Karol Grossmann
Karol Grossmann, slovenski odvetnik in pionir slovenskega filma, * 27. oktober 1864, Drakovci, † 3. avgust 1929, Ljutomer.
Rodil se je očetu Karlu st. in materi Mariji (rojena Kocbek). Grossman se je rodil v Drakovcih blizu Male Nedelje. Po poklicu je bil odvetnik, od leta 1901 pa je služboval v Ljutomeru. Bil je pionir slovenskega filma. Leta 1905 je posnel svoja prvi kratki film Odhod od maše v Ljutomeru, leto pozneje pa še Sejem v Ljutomeru in Na domačem vrtu.

## Filmografija
- Odhod od maše v Ljutomeru (1905)
- Sejem v Ljutomeru (1906)
- Na domačem vrtu (1906)

V zadnjem filmu prikazuje ženo Matildo z dojenčkom v naročju ter hčerki Drago in Boženo, ki tekata od vrtnega paviljona proti kameri. Gibanje deklet kaže na raziskovanje izraznih možnosti medija in je značilno že na novo obdobje filmske zgodovine.